# レインボーシックス3 レイブンシールド
『レインボーシックス3 レイブンシールド』(Tom Clancys Rainbow Six 3 RAVENSHIELD)は、フランスのゲーム会社ユービーアイソフトから発売されているレインボーシックスシリーズの3作目である。

## 概要
ユービーアイソフトに買収されたRed Stormは、ユービーアイソフトと共同開発して前作から約4年ぶりとなる新作『レインボーシックス3 レイブンシールド』を2003年にリリースした。本作はUnreal Engine 2の採用によりグラフィックが大きく向上した他にも、システム面で多数の変更があり、銃のカスタマイズ、細かなアクション、ダメージの調整（部位ダメージによる移動や射撃への影響）、計画を進行中時に現場を確認可能になったことである。

### コンソール版の変更について
また、PlayStation 2版、Xbox版などのコンソールは、サブタイトルの『レイブンシールド』を消去し『レインボーシックス3』というメインタイトルのみで発売された。タイトル変更の理由は、単なるPC版移植ではないことと、ストーリー変更し、プランニングの廃止や、Xbox版ではボイスコミュニケーターを使用した味方への指示などが実装されている。 

## 各種類のパッケージ

### Rainbow Six 3: Athena Sword (PC)
シリーズ第三作の拡張パック、武器やマルチプレイ環境の充実がなされた。

### Rainbow Six 3: Black Arrow (Xbox)
Xboxのみでリリースされた番外編、単独プレイ可。

### Rainbow Six 3: Iron Wrath (PC)
無料公開された拡張パック、起動には Raven Shield 本編のみ必要（Athena Swordは不要）。

## ストーリー
「レインボー」と呼ばれる特殊部隊を率いてテロリストたちと戦い、プレイヤーは、周到な作戦を立案して隊員に指示を出し、自らも事件現場に向かって危険な任務を迅速に遂行しなければならない。
1945年、2人のウスタシャメンバーがホロコーストの略奪品を持ってクロアチア独立国を脱出し、それに関連する証拠書類を銀行に残した。 それから60年後の2005年、襲撃者たちがその銀行に入り込み、行員を殺害し、書類を破壊した。
一方、ジョン・クラークが率いるレインボーは、南米の石油利権とヨーロッパの金融機関を標的としたネオ・ファシストによる連続テロに対処する。 やがて彼らは、ケイマン諸島で麻薬密輸グループと現地警察との間で起きた銃撃戦に介入することになる。
レインボーの疑念は、クロアチアの大富豪ニコラ・ゴスピッチと関係のある南米各地での襲撃やテロが相次いだことから生じる。ゴスピッチが株式を所有するアルゼンチンの食肉加工施設での異例の暴力的襲撃や、化学兵器部品を保管するブラジルの輸出入企業への襲撃などである。
レインボーは、ゴスピッチと極右のアルゼンチン大統領候補アルバロ・グティエレスとの間につながりがあることを突き止める。 ネオナチによる食肉加工施設のVXによる食肉汚染を阻止したレインボーは、ゴスピッチが化学兵器を備蓄していると推理し、彼の邸宅を急襲する。
レインボーは、ゴスピッチがウスタシャの幹部であり、冒頭のカットシーンに登場する2人の男のうちの1人であることを知る。肝臓がんで余命いくばくもないゴスピッチは、死ぬ前に莫大な富を利用してファシズムを復活させようと考えていた。南米の油田を買い、大陸中の人々を大量に殺害することで経済危機を引き起こし、石油で得た利益で国際ファシスト運動を盛り上げ、ファシスト支配のもとで大クロアチアを形成するのだ。
その危機をもたらすために、彼はリオデジャネイロのフェスタ・ジュニーナの祝祭をブリスターガスで攻撃することを計画する。 レインボーは、ゴスピッチがブリスターガスを充満させたパレードの山車を準備していたガレージを襲撃し、ゴスピッチを殺害して襲撃を阻止する。 グティエレスは即座に逮捕され、クラークの尋問で容疑を認めた。

## アテナソード
2007年、ゴスピッチを倒しグティエレスを投獄してから数ヵ月後、レインボーはイタリアで連続テロに遭遇する。 
レインボーは、彼らが化学兵器を所持し、ファシズムの信奉者であることを知る。尋問を受けたグティエレスは「サプライズ」を約束し、共犯であることを示唆する。 
レインボーは武器商人のジョヴァンニ・バガッティーニという情報提供者を見つけ、何度か命を狙われていた彼を助ける。 
レインボーはテロリストをギリシャのアテネまで追跡し、アゴラで神経ガスを放出するのを阻止する。 2日後、グティエレスは独房で首を吊る。

## コンソール版
2007年、ドミンゴ・シャベスが指揮するレインボーは、「ベネズエラの対米石油輸出の停止」という要求を突きつけるテログループと対峙する。 当初はベネズエラ石油公社（PDVSA）を標的にした攻撃だったが、やがてベネズエラ大統領候補のフアン・クレスポを標的にするようになる。 一方、サウジアラビアがテロに関与しているのではないかという疑惑が高まる。
レインボーはクレスポの右腕であるエミリオ・バルガスが、中東のテロリストとつながっていることを知る。 レインボーはバルガスが所有する輸出入会社を急襲、シャベスは情報収集のためにバルガスのカラカスのペントハウスに忍び込み、そこからバルガスがVXを所持していることを知る。
レインボーは食肉加工施設からVXを押収することに成功し、バルガス本人をニューオーリンズのガレージまで追跡する。 クラークはバルガスを尋問し、クレスポが自分の選挙運動の支持を集めるためにテロを命じていることを明かす。ベネズエラ大統領に当選したら、クレスポは石油危機を画策し、闇市場で石油を高値で売りさばき、自分の利益を得ようとしているのだ。 レインボーはまた、クレスポがサウジアラビアの反体制派とともに対米テロを画策し、サウジアラビアの石油産業を支配することを計画していることも知る。 マルディグラの祭典を狙った攻撃が迫る中、シャベスのチームはニューオーリンズに展開し、VX入りの爆弾を発見、信管を解除する。
攻撃が阻止され、計画が頓挫したため、クレスポは残ったVXの容器を持ってベネズエラから国外逃亡しようとする。レインボーはシモン・ボリーバル国際空港にてクレスポを阻止した。